# 조선왕조실톡의 연재 목록
다음은 《조선왕조실톡》의 연재 목록이다.

## 연재 목록
| 회차 번호 | 소제목                                 |
| --------- | -------------------------------------- |
| 1         | 프롤로그                               |
| 2         | 백성과 고기를 사랑한 세종대왕          |
| 3         | 황희정승의 명예퇴직 도전기             |
| 4         | 성종의 동물사랑                        |
| 5         | 행복한 메리 구휼스마스!                |
| 6         | 장녹수 언니의 치명적인 매력            |
| 7         | 임금님들은 설날에 뭘 했나?             |
| 8         | 흥청망청의 어원                        |
| 9         | 세종대왕은 측우기를 발명하지 않았다    |
| 10        | 문종은 꽃미남                          |
| 11        | 흑마술을 쓴 세자빈 (feat.문종)         |
| 12        | 엽기적인 그녀 (feat.문종)              |
| 13        | 아내에게 여자친구가 생겼다 (feat.문종) |
| 14        | 어린 백성을 보호하라!                  |
| 15        | '채소'와 '야채'                        |
| 16        | 눈물의 세금고지서                      |
| 17        | 과거급제를 한 노비                     |
| 18        | 그 소년의 큰 옷                        |
| 19        | '마누라'와 '영감'은 무슨 뜻?           |
| 20        | 조선시대의 등록금은 얼마?              |
| 21        | 이순신 장군도 게임을 했다              |
| 22        | 닭살돋는 형제                          |
| 23        | 성균관 샌애긔들                        |
| 24        | 3.1절과 태극기                         |
| 25        | 열 두 살 애아빠                        |
| 26        | 울 아빠는 내시                         |
| 27        | 태종의 편식                            |
| 28        | 사약 샷추가요♥                         |
| 29        | 아바마마 어딜 가시옵니까               |
| 30        | 두 명의 이순신                         |
| 31        | 숙명공주와 고양이                      |
| 32        | 코끼리, 귀양가다                       |
| 33        | 선조의 거짓말                          |
| 34        | 조선여인의 명품                        |
| 35        | 정조의 사악한 형벌                     |
| 36        | 태조, 수업을 째다                      |
| 37        | 영조의 젖소 사랑                       |
| 38        | 인현왕후의 복수                        |
| 39        | 뇌물을 받으면?                         |
| 40        | 컨닝이 참맛이다                        |
| 41        | 광해군의 고질병                        |
| 42        | 9살 어린 새엄마                        |
| 43        | 죽도록 효도한 인종                     |
| 44        | 이름을 부르지 말라!                    |
| 45        | 두유워나 빌더 조선?                    |
| 46        | 차좀 빼주세요                          |
| 47        | '한 푼'은 얼마?                        |
| 48        | 원조 수호요정 태조                     |
| 49        | 위화도 회군 -上-                       |
| 50        | 위화도 회군 -下-                       |
| 51        | 선조는 한석봉을 사랑해                 |
| 52        | 문종과 돌림병                          |
| 53        | 정조맘의 걱정                          |
| 54        | 태종의 스토커                          |
| 55        | 빙수를 주세요                          |
| 56        | 오냐오냐                               |
| 57        | 눈치게임 중종반정                      |
| 58        | 쫓겨난 연산군의 삶                     |
| 59        | 회식의 제왕 세조                       |
| 60        | 이방원의 고시패스                      |
| 61        | 왕자의 난                              |
| 62        | 골프왕 정종                            |
| 63        | 날라리 양녕대군                        |
| 64        | 아들, 공부하지 마                      |
| 65        | 전하와 폐하                            |
| 66        | 과거시험 루저들                        |
| 67        | 경복궁에 기싱나와또                    |
| 68        | 관동별곡과 술고래                      |
| 69        | 왜란과 바다귀신                        |
| 70        | 정조와 로맨스 소설                     |
| 71        | 너무 예쁜 그 언니                      |
| 72        | 조광조는 아이돌                        |
| 73        | 신데렐라 중종                          |
| 74        | 사랑해 광조야 ~기묘사화 上~            |
| 75        | 사랑해 광조야 ~기묘사화 中~            |
| 76        | 사랑해 광조야 ~기묘사화 下~            |
| 77        | 남자라면 귀걸이                        |
| 78        | 죽은 쥐 사건                           |
| 79        | 종묘와 사직이 뭐야?                    |
| 80        | 금지된 우애                            |
| 81        | 마마보이 명종                          |
| 82        | 붕당붕당 돌을 던지다                   |
| 83        | 선조의 이쁜구석                        |
| 84        | 리그 오브 기축옥사                     |
| 85        | 시즌 1 최종화. 왜란전야                |
| 86        | 7년 전쟁의 시작                        |
| 86        | 태풍앞의 촛불                          |
| 87        | 도망가는 선조                          |
| 88        | 멸망의 카운트다운                      |
| 89        | 빨간옷의 히어로                        |
| 90        | 우유 빛깔 광해군                       |
| 91        | 도와줘요 명나라                        |
| 92        | 행주대첩                               |
| 91        | 멋대로 강화협상                        |
| 92        | 거짓말과 정유재란                      |
| 93        | 특별편. 흙수저 소년의 꿈               |
| 94        | 죽을맛 이순신                          |
| 94        | 선조를 없애자                          |
| 95        | 칠천량과 명량                          |
| 96        | 단종과 크리스마스 이브                 |
| 97        | 이순신의 싸이코 길들이기               |
| 98        | 노량의 크리스마스                      |
| 99        | 조선에서 새해소원 빌기                 |
| 100       | 100일간의 출산휴가                     |
| 101       | [BJ흥부] 흙먹어봤니? [먹방]            |
| 102       | 중종 무덤엔 중종이 없다                |
| 103       | 공돌이의 시조 장영실                   |
| 104       | 오랑캐가 골치랑캐                      |
| 105       | 커플티와 폐모살제                      |
| 106       | 인조반정                               |
| 107       | 종이로 만든 갑옷                       |
| 108       | 무지개가 무서워                        |
| 109       | 3일간 왕이었던 남자                    |
| 110       | 제주도 할아범 광해군                   |
| 111       | 호랑이 잡은 김씨부인                   |
| 112       | 정묘호란인데 수업해요?                 |
| 113       | 정월대보름엔 특템을                    |
| 114       | 잃어버린 머리빨                        |
| 115       | 효자 대마왕 인조                       |
| 116       | 고종의 애틋한 부재중전화               |
| 117       | 조선시대의 필위보수타                  |
| 118       | 세종, 길바닥에 나앉다                  |
| 119       | 흉배가 뭐야?                           |
| 120       | 인삼이 뭐라고                          |
| 121       | 양녕대군의 아찔한 바둑                 |
| 122       | 인삼이 뭐라고                          |
| 123       | 효종의 벚나무 엔딩                     |
| 124       | 태종 이방원의 눈물                     |
| 125       | 인조의 운수 좋은 날                    |
| 126       | 태종 이방원의 눈물                     |
| 127       | 벨테브레의 불대포                      |
| 128       | 삼전도의 굴욕                          |
| 129       | 아낌없이 주는 소현                     |
| 130       | 임금님의 급식, 수라                    |
| 131       | 우리 엄마를 삽니다                     |
| 132       | 경운기를 탄 소현세자                   |
| 133       | 암행어사님이 출도하셨습니다            |
| 134       | 홍시가 뭐길래                          |
| 135       | 운전을 못하는 소현세자                 |
| 136       | 소현세자와 장희빈                      |
| 137       | 명나라 멸망 -上-                       |
| 138       | 명나라 멸망 -下-                       |
| 139       | 효종 vs 스승의 은혜                    |
| 140       | 소현세자는 매국노                      |
| 141       | 영조의 선글라스                        |
| 142       | 인조는 복수를 싫어해                   |
| 143       | 소현세자의 죽음                        |
| 144       | 군호는 이용당했군호                    |
| 145       | 감기걸린 봉림대군                      |
| 146       | 핼리혜성과 사육신                      |
| 147       | 인조의 어이없는 최후                   |
| 148       | 효종과 송데렐라                        |
| 149       | 하멜표류기                             |
| 150       | 형수님을 미워한 효종                   |
| 151       | 김육의 대동대동 LOVE                   |
| 152       | 효종의 죽음                            |
| 153       | 기우제와 맴매                          |
| 154       | 장마는 열린 무우우운                   |
| 155       | 상투에 감춰진 비밀                     |
| 156       | 무덤에도 레벨이 있다?                  |
| 157       | 조선시대의 찜질방                      |
| 158       | 예송논쟁 비긴즈 ~인조의 꼬마신부~      |
| 159       | 갑오개혁과 머슴                        |
| 160       | 예송논쟁 리턴즈 ~효종의 죽음~          |
| 161       | 현종의 매력발산 타임                   |
| 162       | 예송논쟁 허목나이트                    |
| 163       | 연산군의 더위 피하기                   |
| 164       | 광복절특집. 동학운동과 두 소년         |
| 165       | 예송논쟁 ~윤선도 라이즈~               |
| 166       | 간에 '기별'도 안간다?                  |
| 167       | 소고기 먹으면 사형?                    |
| 168       | 후궁이 바람났다                        |
| 169       | 아기숙종 이름짓기                      |
| 170       | 점심밥 뭐 드실래요?                    |
| 171       | 현종의 최후                            |
| 172       | 창덕궁 VS. 창경궁                      |
| 173       | 딸도 차례를 지냈다                     |
| 174       | 외로운 자의대비                        |
| 175       | 궁녀의 결혼식                          |
| 176       | 지진이 일어났다                        |
| 177       | 명성왕후의 아이스버킷                  |
| 178       | <개천절특집> 고조선은 없었다           |
| 179       | 조선의 CSI 과학수사대                  |
| 180       | [한글날특집] 태종과 훈민정음           |
| 181       | 흥이 깨졌으니 책임져                   |
| 182       | 장희빈, 왕비가 되다                    |
| 183       | 자격루를 만든 이유                     |
| 184       | 구운몽이라죠(웃음)                     |
| 185       | 홍경래의 난과 김삿갓                   |
| 186       | 세종대왕과 핼러원                      |
| 187       | 장희빈의 측근비리                      |
| 188       | 가마솥에 삶아 죽여라!                  |
| 189       | 숙종도 덕질을 했다                     |
| 190       | 불쌍한 수험생                          |
| 191       | 말을 탄 공주님                         |
| 192       | 인현왕후의 아들램                      |
| 193       | 먹으면 안돼!                           |
| 194       | 장희빈 사약받다                        |
| 195       | 경종을 울려라                          |
| 196       | 정종과 첫눈빵                          |
| 197       | 세종의 완전한 사육                     |
| 198       | 경종이 고자라니                        |
| 199       | 아찔한 단풍놀이                        |
| 200       | 호구인줄 알았더니                      |
| 201       | 비극의 간장게장                        |
| 202       | 솔로와 천재지변                        |
| 203       | 사약먹은 경종                          |
| 204       | 용무늬 무늬무늬                        |
| 205       | 영조의 눈물셀카                        |
| 206       | 밥푸니까 청춘이다                      |
| 207       | 사도세자의 누나                        |
| 208       | 술이 들어간다                          |
| 209       | 금이야 옥이야 사도야                   |
| 210       | 팅팅 탱탱 탕평책실시                   |
| 211       | 복주머니의 유래                        |
| 212       | 알뜰살뜰 영조                          |
| 213       | 밖에선 성군, 집에선 폭군               |

## 같이 보기
- 조선왕조실톡